# Ваза Футбольної Асоціації
Ваза Виклику Футбольної Асоціації (англ. The Football Association Challenge Vase), загалом відома просто як Ваза Футбольної Асоціації (англ. FA Vase), є п'ятим за важливістю кубковим турніром в англійському футболі. В ньому беруть участь переважно аматорські клуби з рівнів 9-11 системи футбольних ліг Англії).
Фінал турніру традиційно відбувається на стадіоні «Вемблі» (крім 2001-07 років, коли він був на реконструкції). Рекордом відвідуваності є фінал сезону 2006-07 між Труро Сіті і АФК Тоттон у присутності 27 754 глядачів.
Турнір засновано у 1974 році після того як Футбольна Асоціація припинила проведення Кубока Англії з футболу серед аматорських команд, який відбувався з 1893 року. Більшість команд, які враховувалися як аматорські Футбольною Асоціацією але платили своїм гравцям і через це не допускалися до аматорського кубку, з 1969 року почали змагатися за Трофей Футбольної Асоціації.